# 이바노 마레스코티

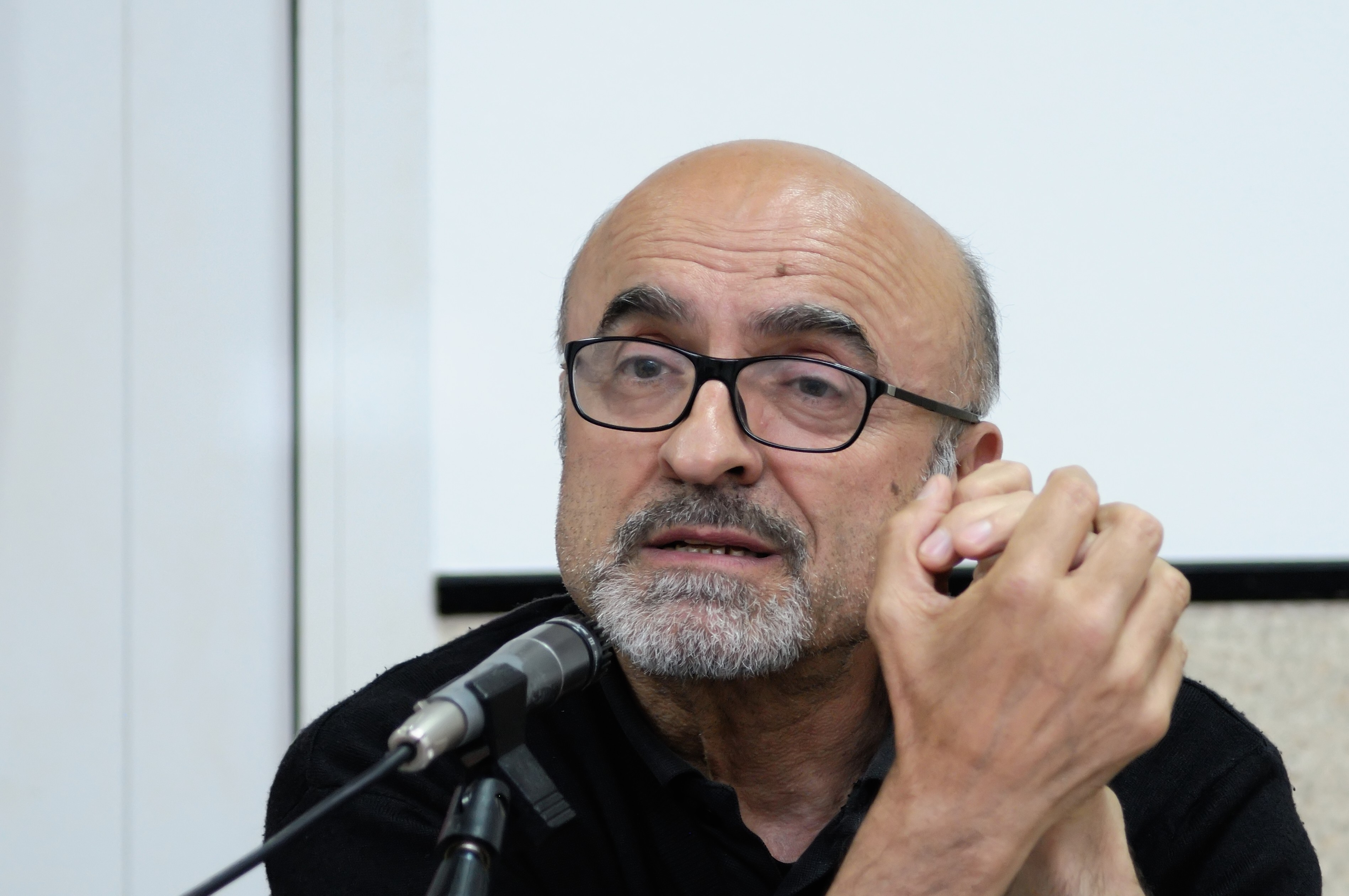

이바노 마레스코티(이탈리아어: Ivano Marescotti, 1946년 2월 4일 ~ 2023년 3월 26일)는 이탈리아의 배우, 연극 배우, 무대 연출가, 극작가, 텔레비전 배우이다.

## 영화
- 데얼스 노 플레이스 라이크 홈 (2018년)
- 그들은 누구인가? (2015년)
- 왓 어 뷰티풀 데이 (2011년)
- 더 퍼펙트 라이프 (2011년)
- 라이트 디스턴스 (2007년)
- 달과 별들 (2006년)
- 킹 아더 (2004년)
- 한니발 (2001년)
- 스무 개비 (1999년)
- 리플리 (1999년) - 콜로넬로 버리치바 역
- 루나에 랄트라 (1996년)
- 마리오와 마법사 (1994년)
- 미스터 몬스터 (1994년)
- 익스페셜리 온 선데이 (1991년)
- 자니 스테치노 (1991년)
- 벨트 (1989년)